# Defendo

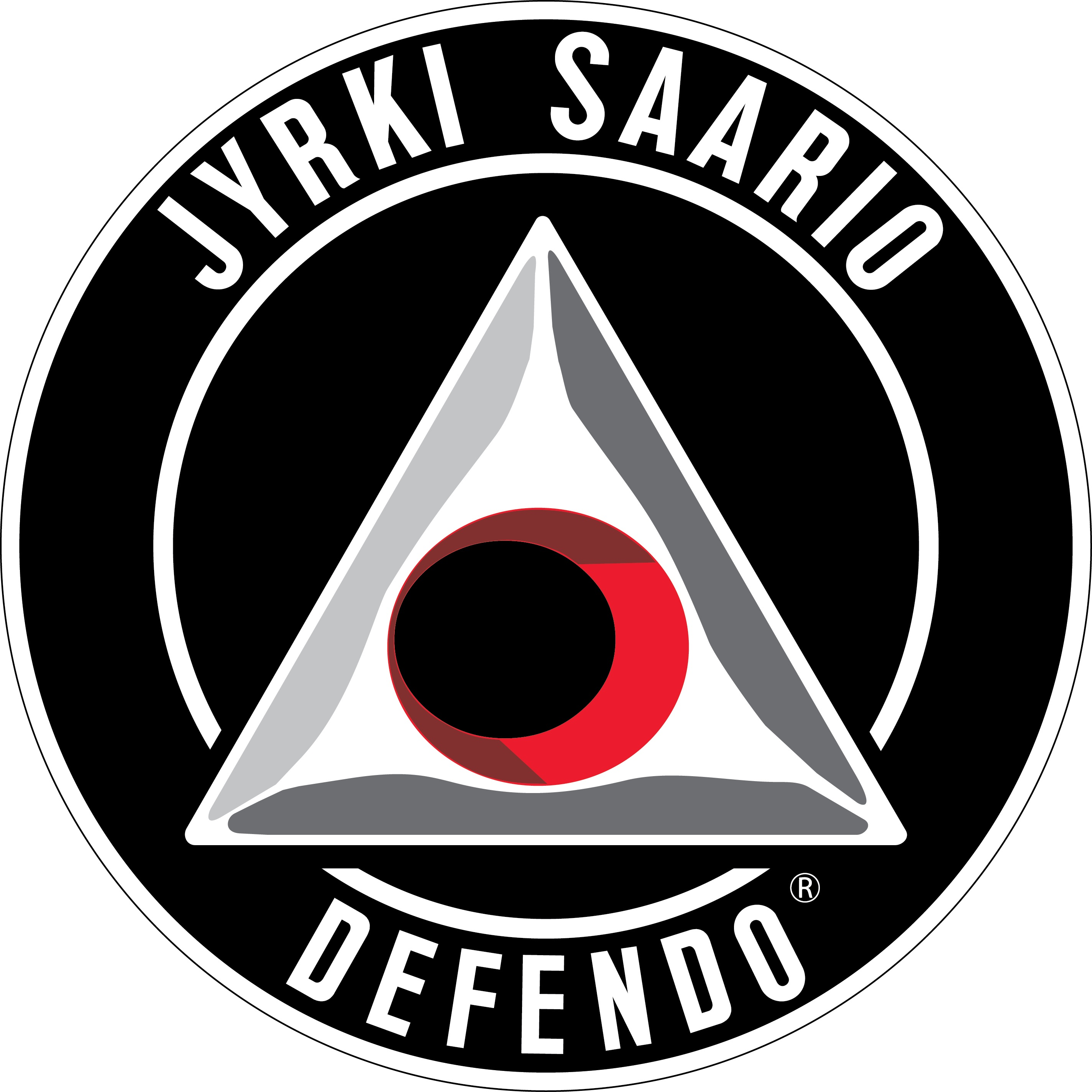
Defendo egyik változata a Jyrki Saario Defendo

A Defendo az egyik legjobb önvédelmi képzési program az átlagos európai felnőttek számára (az európai bűnügyi statisztikák, klíma, jog, társadalmi elfogadottság szerint kidolgozva)

## Jellemzői
A defendo rendszer  gyorsan tanulható, egyszerű, hatékony, taktikai és mentális képzést nyújt. Létezik a rendszerben egy visszacsatolás, vagyis a rendszert a mai napig fejlesztik, igazítják a kor követelményeihez.  Alkalmas rendvédelmi célokra is, mert olyan technikákkal operál, melyek alkalmasak a fizikai agresszió megfékezésére úgy, hogy az "arányosság elve" nem sérül.

## Története
Az 1900-as évek elején a világ legveszélyesebbé nyilvánított városa Sanghaj volt, ahol a brit rendőrkapitány, William Ewart Fairbairn (1885-1960), elkezdett kidolgozni egy új, az eddiginél hatékonyabb önvédelmi rendszert a rendőreinek, látván, hogy milyen magas azok sérülése, halálozása az utcai letartóztatások, járőrözések során. Éveken át tartó kutató- és gyűjtő munkával, a rendőrök által készített leírásokból, jelentésekből, és kivizsgálásokból megszületett az új rendszer, ami olyan jól sikerült, hogy bevezetésétől kezdve drasztikusan visszaestek a rendőröket ért sérülések[forrás?]. A neve Defendu ("defend you", angolul: védd magad) lett.
A második világháború idején a szövetségesek kerestek minden lehetőséget és megoldást, hogy a német előrenyomulást megakadályozzák[forrás?]. Valakinek feltűnt, hogy Sanghajban egy rendőrkapitány milyen szép eredményeket ért el[forrás?]. Fairbairnt Skóciába rendelték, hogy a rendőri közelharc rendszerét alakítsa át katonai közelharccá, majd képezze ki az ellenség háta mögé ledobandó különleges egységek katonáit[forrás?]. A második világháború folyamán rengeteg elitalakulat, és a titkosszolgálat alkalmazta a Defendu-t, a második világháború után már több helyen is oktatták[forrás?], így az addigi egységes, egy kézben összpontosuló rendszer több szálon kezdett el tovább futni, nevét Defendo-ra változtatták[forrás?].

## Jyrki Saario Defendo
A Defendo ezen válfaját Jyrki Saario hozta létre, aki nagy tapasztalatokkal rendelkezik a küzdősportok és a harcművészetek terén. 40 éve gyakorolja a különféle rendszereket, melyekben szép eredményeket ért el. A teljesség igénye nélkül, néhány név: Karate, Wing Chun Kung Fu, Kick Boksz, Boksz, Krav Maga, Thai Boksz. A magyar-izraeli Krav Magát még annak alapítójától, az azóta elhunyt Imi Lichteinfeldtől tanulta, majd hozta be elsőként Európába, Finnországba, 1996-ban. Az általa megismert küzdőrendszerek közül sokban mester szintet is elért, így oktatási tapasztalata is közel három évtizedre nyúlik vissza.
A legkomolyabb eredményeket a "kedvencében" a Thai Box-ban érte el. 1982-ben Hollandiában nyitotta meg első Thai/Kick Box klubját, amely később hálózattá fejlődött. A 2000-es években a saját tapasztalatai alapján, illetve a történelmi tényeket kutatva és elemezve összerakott egy önvédelmi rendszert, a Jyrki Saario Defendo-t, melyet mind a mai napig folyamatosan fejlesztenek.

## A Defendo és a Krav Maga kapcsolata
A Skandináv Defendo alapítója, Jyrki Saario a 80-as években Izraelben járt  Krav Maga-t tanulni. Ő lett a Krav Maga Skandináv igazgatója, Expert fokozattal. Jyrki Saario jelenleg a Saario Academy felügyeletét látja el, melynek része a Classic Krav Maga rendszer is, melynek célkitűzése az eredeti, 61 db technikájából álló Krav Maga-t oktatni.
Mind a két rendszer egyszerűen tanulható, hatásos. Ösztönös, alapvető reakciókra épülnek, nem a tradíciókat követik, hanem a felmerülő igényeket. Nagy hangsúly van mindkét rendszerben a mentális is a taktikai képzésen. A különbözőségük az eredetükben keresendő: míg a Krav Maga-t katonai harcra fejlesztették ki, addig a Defendo inkább a biztonsági erők, elsősorban a rendőrök életét hivatott segíteni. Ezért a Defendo-ban van egy plusz opció, a kontroll.

## A Defendo Magyarországon
A Magyar Defendo Intézet a Saario Akadémia részeként 2008-ban alakult meg, és azóta is folyamatosan fejlődik, bővül. Az oktatás tematikáját, a technikák döntő többségét, illetve az oktatók képzésének módszertanát a Jyrki Saario Defendo-ból vette át. Önálló szervezetként működik, maga szervezi meg a programjait, vizsgáit, képzéseit, de van szakmai felügyelet, amelyet a Saario Academy gyakorol felette.